# Robert Macfarlane (Schriftsteller)
Robert Macfarlane (* 15. August 1976 in Halam, Nottinghamshire, England) ist ein britischer Autor.

## Leben
Macfarlane besuchte die Nottingham High School in Nottingham. Danach studierte er von 1994 bis 1997 in Cambridge am Pembroke College, das er mit dem Bachelor of Arts (BA) abschloss. An der Universität Oxford, am Magdalen College, studierte er zwei Jahre lang und ging mit einem Lehrauftrag an eine Universität in Peking in der Volksrepublik China. Er wurde im Jahr 2000 am Emmanuel College (Cambridge) promoviert und ein Jahr später vom selben College zum Fellow gewählt.
Seit dem Jahr 2003 hat Macfarlane mehrere zum Teil preisgekrönte Bücher über Landschaften, Natur und Fußwanderungen geschrieben, die ihn in die Reihe von Autoren der Vergangenheit oder der Gegenwart stellen, die sich mit der Natur, mit Orten und Naturbeschreibungen befassen. Hierzu gehören zum Beispiel John Muir, Edward Thomas, John McPhee und Rebecca Solnit.
In den 2020er Jahren startete er ein Projekt mit dem Musiker Johnny Flynn. Daraus entstanden zwei Alben, die es in die britischen Charts schafften.

## Politische Einstellungen
Im Oktober 2024 gehörte Macfarlane zu den Unterzeichnern eines Aufrufs zum Boykott israelischer Kulturinstitutionen, „die an der überwältigenden Unterdrückung der Palästinenser mitschuldig sind oder diese stillschweigend beobachtet haben“.

## Preise und Auszeichnungen
- 2003: Guardian First Book Award für Mountains of the Mind
- 2007: Boardman-Tasker Prize for Mountain Literature für The Wild Places
- 2008: Scottish Non-Fiction Book of the Year Award für dasselbe Buch
- 2008: Grand Pize des Banff Mountain Film Festival ebenfalls für The Wild Places
- 2011: Fellow der Royal Society of Literature
- 2012: Auswahlliste für den Samuel-Johnson-Preis für The Old Ways
- 2013: Dolman Best Travel Book Award für dasselbe Buch
- 2019: NDR Kultur Sachbuchpreis für Im Unterland. Eine Entdeckungsreise in die Welt unter der Erde

## Werke

### Monographien
- Mountains of the Mind: A History of a Fascination. Granta Books, London 2003, ISBN 0-375-42180-7.
  - deutsch: Berge im Kopf. Die Geschichte einer Faszination. AS-Verlag, Zürich 2005, ISBN 3-909111-15-7.
- The Wild Places. Granta Books, London 2007, ISBN 978-0-14-311393-5.
  - deutsch: Karte der Wildnis. Aus dem Englischen von Andreas Jandl und Frank Sievers. Matthes & Seitz, Berlin 2015, ISBN 978-3-95757-101-4.
- Original Copy: Plagiarism and Originality in Nineteenth-Century. Oxford University Press, Oxford, England  2007, ISBN 978-0-19-929650-7.
- The Old Ways: A Journey On Foot. London, Penguin Hamish Hamilton 2012, ISBN 978-0-670-02511-4.
  - deutsch: Alte Wege. Aus dem Englischen von Andreas Jandl und Frank Sievers. Matthes & Seitz, Berlin 2016, ISBN 978-3-95757-243-1.
- Holloway. Faber & Faber, London 2013, ISBN 978-0-571-30271-0.
  - deutsch: Hohlweg. Aus dem Englischen von Andreas Jandl und Frank Sievers. Friedenauer Presse, Berlin 2020, ISBN 978-3-7518-0604-6.[4]
- Landmarks. Hamish Hamilton, London 2015, ISBN 978-0-241-14653-8.
- The Gifts of Reading. Penguin, London 2016, ISBN 978-0-241-97831-3.
- The Lost Words. Illustrations: Jackie Morris. Hamish Hamilton, London 2018, ISBN 978-0-241-25358-8.
  - deutsch: Die verlorenen Wörter. Aus dem Englischen von Daniela Seel. Matthes & Seitz, Berlin 2018, ISBN 978-3-95757-622-4.
- Underland. Hamish Hamilton, London 2019, ISBN 978-0-241-14380-3.
  - deutsch: Im Unterland. Eine Entdeckungsreise in die Welt unter der Erde. Aus dem Englischen von Andreas Jandl und Frank Sievers. Penguin, München 2019, ISBN 978-3-328-60113-5.

### Hörspiele
- Nach Susan Cooper: The Dark Is Rising. 12-teilige Hörspielreihe. BBC World Service, 2022. Online verfügbar